# Melanină
Melanina este numele generic al unei clase de compuși polimeri derivați de tirozină, existenți în regnurile Animal, Planta  și Procariote a căror funcție principală este pigmentarea și apărarea împotriva radiațiilor solare. Melanina este cea care, de exemplu, dă culoare pielii, ochilor și părului mamiferelor. Lipsa melaninei dă naștere la o boală numită albinism. 
Producerea melaninei este făcută de către melanocite sau melanoblaste, celule din stratul bazal al epidermei care mențin contactul cu keratinocitele cu ajutorul unor proiecții citoplasmatice. Aceste prelungiri sunt cele care dau voie pigmenților melanici produși să se păstreze în keratinocite.

### Clase de melanină
Există două clase principale de melanină: eumelanina, de culoare maro sau neagră, și feomelanina, de culoare roșiatică sau gălbuie. Granulele de melanină sunt dispuse astfel încât acoperă nucleul queratinocitei, prevenind astfel rănirea ADN-ului celulei sub acțiunea  razelor ultraviolete. Eumelanina este mult mai eficientă decât feomelanina în protecție și, prin urmare, cancerul de piele este mai frecvent la persoanele cu pielea de culoare deschisă, al cărei conținut relativ de eumelanină este redus. 
Producția de eumelanina și de feomelanina este controlată de un receptor transmembranar, de care se leagă hormonul melanocitostimulator numit MC1R.